# 布羅姆斯格羅夫
布羅姆斯格羅夫（英語：Bromsgrove）是英格蘭伍斯特郡的一個镇，位於伍斯特東北約16英里（26），伯明翰西南約13英里（21）。2001年，布羅姆斯格羅夫有人口29,237人。布羅姆斯格羅夫首次見於記載是在9世紀早期。

## 交通

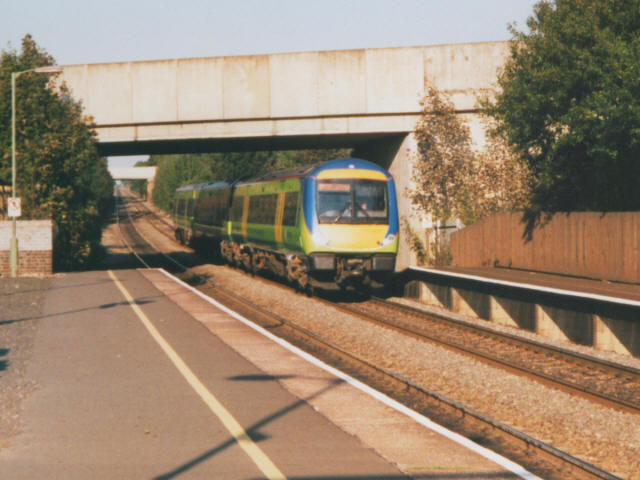
旧布罗姆斯格罗夫站

A38、M5、M42公路可以抵达该镇。布罗姆斯格罗夫站位于镇南，2007年5月4日Network Rail宣布将修造新站取代旧站，新站于2016年7月开通。

## 外部連結
维基共享资源上的相關多媒體資源：布羅姆斯格羅夫